# Audi Q5
Audi Q5 – samochód osobowy typu SUV klasy średniej produkowany pod niemiecką marką Audi od 2008 roku. Od 2024 roku produkowana jest trzecia generacja modelu.

## Pierwsza generacja

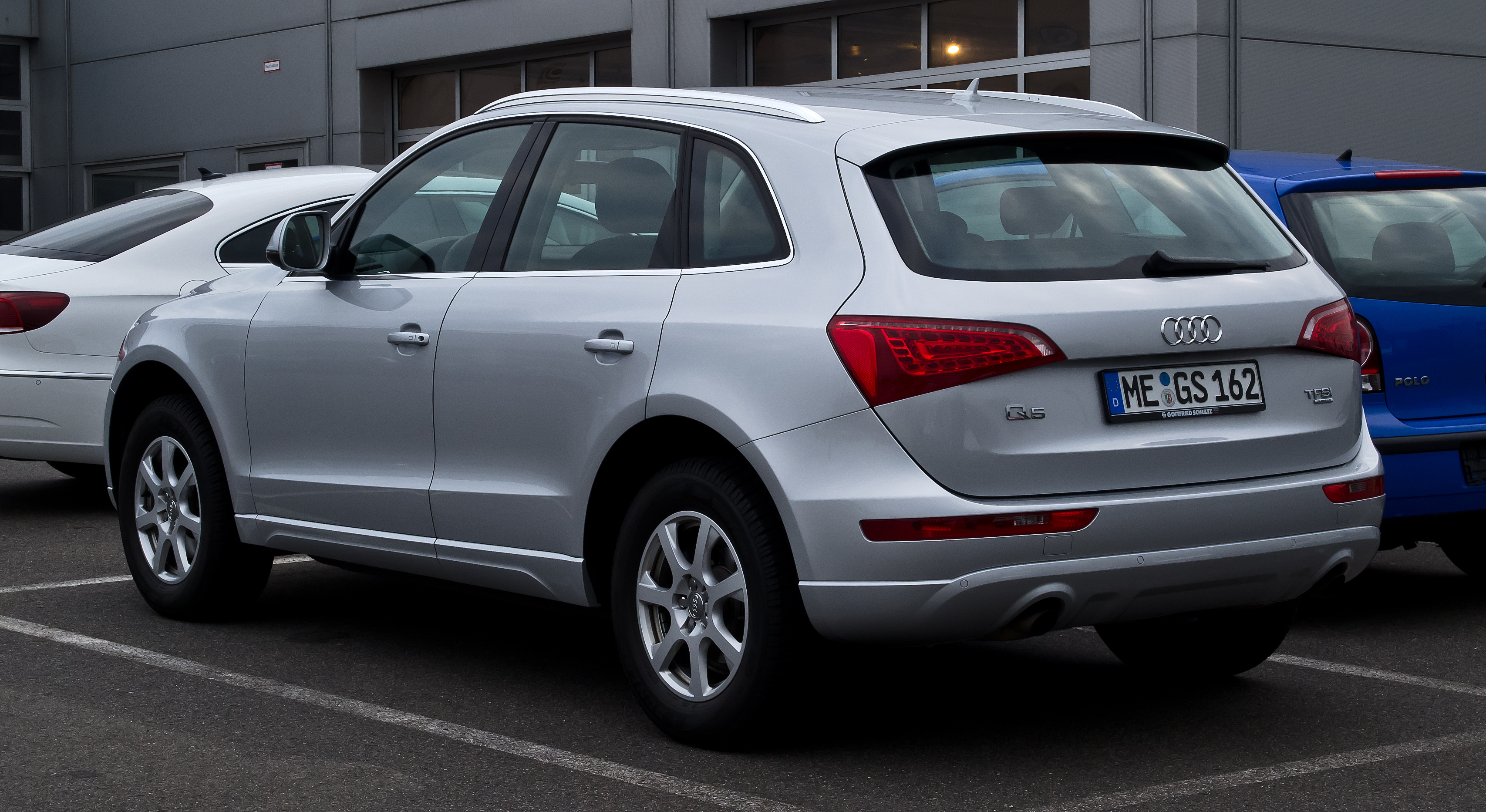
Audi Q5 I (8R) – tył

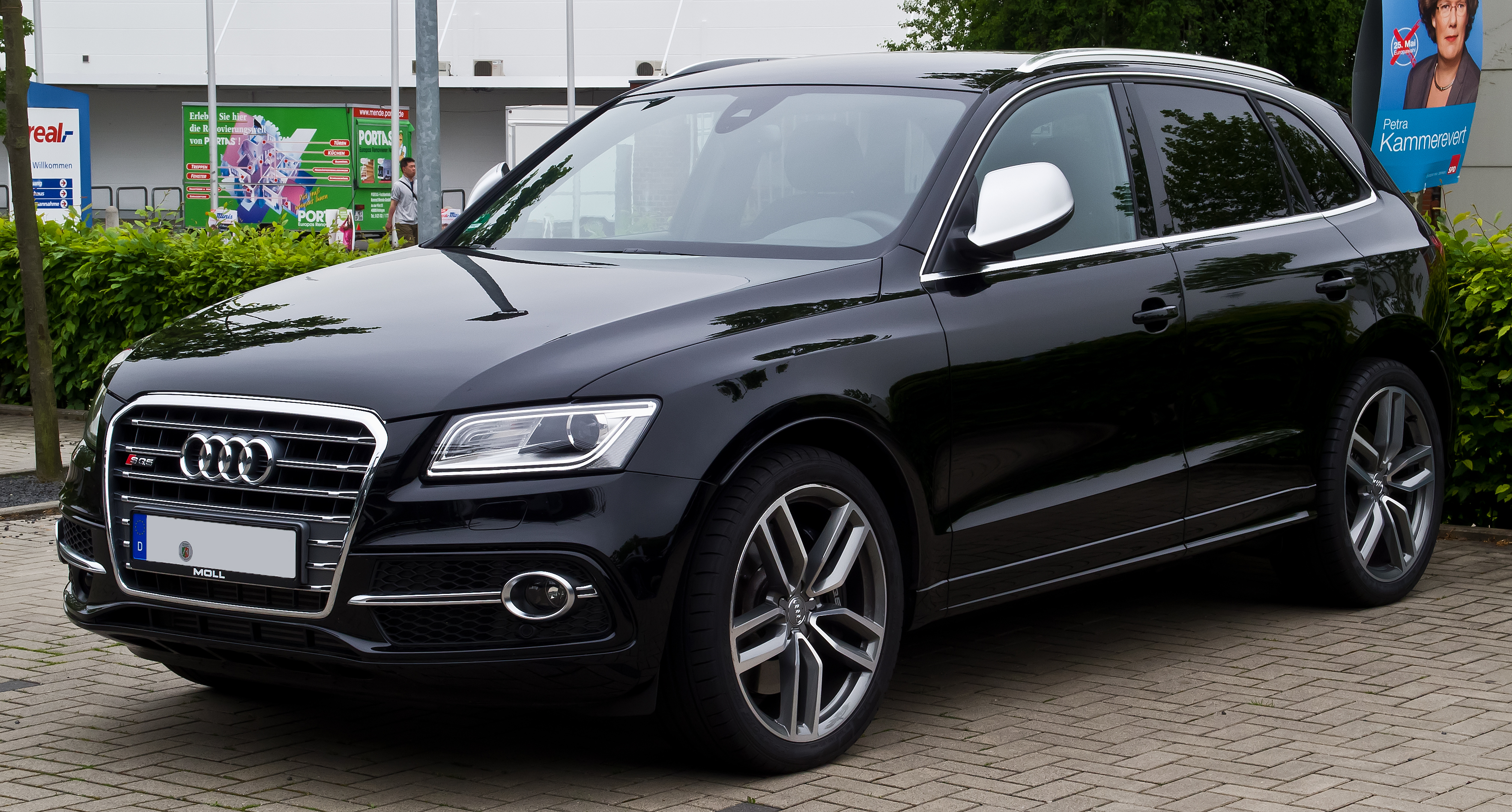
Audi SQ5 I (8R)

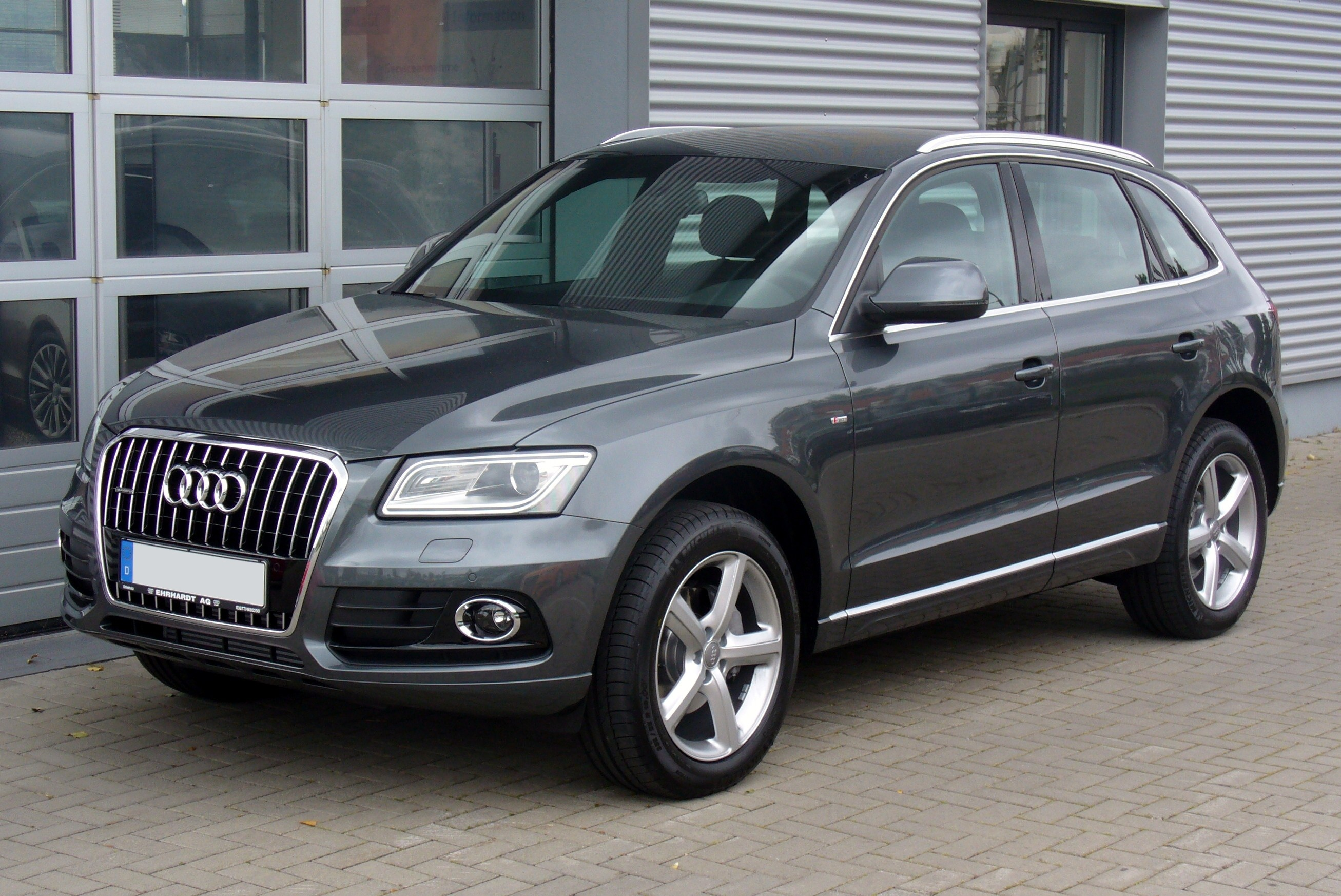
Audi Q5 I (8R) po liftingu

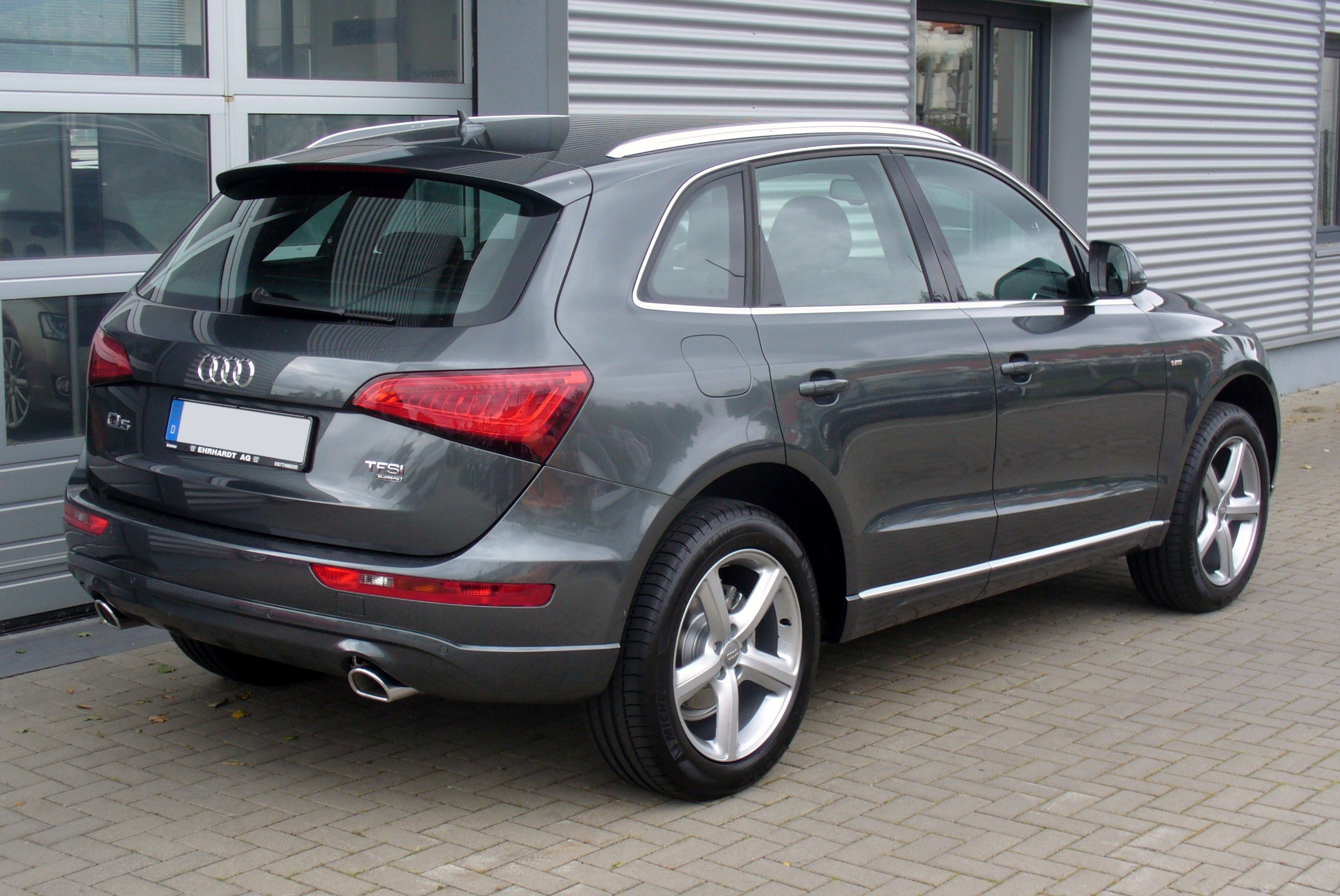
Audi Q5 I (8R) – tył po liftingu

Audi Q5 I został zaprezentowany po raz pierwszy w połowie 2008 roku.
Q5 pojawiło się w ofercie Audi jako drugi SUV plasujący się w ofercie poniżej topowego modelu Q7. Model Q5 pierwszej generacji wiele elementów dzieli z czwartą generacją Audi A4 pod kodem fabrycznym B8. Samochód powstał na płycie podłogowej MLB, która została wykorzystana m.in. w A4 B8 i A5 oraz od grudnia 2013 roku w bliźniaczym modelu produkcji Porsche – Macan.

### Q5 Hybrid
W roku 2012 na rynku pojawiło się hybrydowe Audi Q5 hybrid quattro. To pierwszy w segmencie premium SUV o napędzie hybrydowym, w którym seryjnie montowany jest akumulator litowo-jonowy. Napęd stanowią silnik 2.0 TFSI o mocy 155 kW (211 KM) i silnik elektryczny o mocy do 40 kW (54 KM), łącznie jednostki te generują moc 180 kW (245 KM) i moment obrotowy 480 Nm. Akumulator litowo-jonowy, montowany w części tylnej auta, ma pojemność nominalną o wartości 1,3 kWh. Audi Q5 hybrid quattro od 0 do 100 km/h przyspiesza w ciągu 7,1 sek. Ze stałą prędkością 60 km/h, może przejechać do trzech kilometrów korzystając jedynie z energii elektrycznej. Maksymalna prędkość w tym trybie jazdy wynosi 100 km/h. Samochód średnio zużywa tylko 6,9 litra benzyny na 100 km.

### SQ5
W maju 2013 roku ofertę poszerzył równie wariant SQ5 z silnikiem benzynowym 3.0 TFSI o mocy 354 KM, debiutujący na salonie motoryzacyjnym Detroit Motor Show 2013. Model wyposażony w ten silnik benzynowy został stworzony głównie na potrzeby rynków USA, Kanady i Chin, ale dostępny jest także w Rosji, na Ukrainie, w RPA, w Ameryce Południowej i w niektórych krajach azjatyckich. Nie umieszczono go w ofercie rynków europejskich.

### Lifting
Jesienią 2012 roku samochód przeszedł face lifting. Przemodelowano reflektory, atrapę chłodnicy, zderzaki.
Od grudnia 2012 roku ofertę uzupełnia sportowa wersja SQ5 TDI z silnikiem Diesla 3.0 o mocy 313 KM. To pierwszy w gamie modeli S samochód napędzany silnikiem wysokoprężnym.

### Sprzedaż
Pierwsza generacja Audi Q5 niemal od momentu swojego debiutu była najchętniej wybieranym nowym modelem Audi w Polsce oraz drugim (zaraz po Volvo XC60) pod względem popularności samochodem segmentu premium, w 2016 roku sprzedano w Polsce 2681 egzemplarzy Audi Q5, dzięki czemu zajął 44 lokatę wśród najchętniej wybieranych samochodach w kraju i był najchętniej wybieranym nowym Audi w Polsce.

### Silniki
|                                                    | 2.0 TFSI hybrid                                      | 2.0 TFSI                                      | 2.0 TFSI                                                                                              | 2.0 TFSI                    | 3.2 FSI                      | 3.0 TFSI                     | SQ5 TFSI                              |
| -------------------------------------------------- | ---------------------------------------------------- | --------------------------------------------- | --- | --------------------------- | ---------------------------- | ---------------------------- | ------------------------------------- |
| Symbole wersji silnikowych:                        | CHJA                                                 | CDNB                                          | CDNC                                                                                                  | CNCD                        | CALB                         | CTUC                         | CTUD                                  |
| Rodzaj napędu:                                     | Napęd hybrydowy                                      | Silnik spalinowy/benzynowy                    | Silnik spalinowy/benzynowy                                                                            | Silnik spalinowy/benzynowy  | Silnik spalinowy/benzynowy   | Silnik spalinowy/benzynowy   | Silnik spalinowy/benzynowy            |
| Rodzaj silnika:                                    | Spalinowy, rzędowy i elektryczny. Wtrysk bezpośredni | Rzędowy, wtrysk bezpośredni                   | Rzędowy, wtrysk bezpośredni                                                                           | Rzędowy, wtrysk bezpośredni | Widlasty, wtrysk bezpośredni | Widlasty, wtrysk bezpośredni | Widlasty, wtrysk bezpośredni          |
| Doładowanie silnika:                               | Turbosprężarka                                       | Turbosprężarka                                | Turbosprężarka                                                                                        | Turbosprężarka              | –                            | Kompresor                    | Kompresor                             |
| Cylindry/zawory:                                   | 4/16                                                 | 4/16                                          | 4/16                                                                                                  | 4/16                        | 6/24                         | 6/24                         | 6/24                                  |
| Pojemność silnika:                                 | 1984 cm³                                             | 1984 cm³                                      | 1984 cm³                                                                                              | 1984 cm³                    | 3197 cm³                     | 2995 cm³                     | 2995 cm³                              |
| Moc maksymalna/przy liczbie obrotów−1:             | 180 kW (245 KM)                                      | 132 kW (180 KM)/4000–6000                     | 155 kW (211 KM)/4300–6000                                                                             | 165 kW (225 KM)/4500–6250   | 199 kW (270 KM)/6500         | 200 kW (272 KM)/4780–6500    | 260 kW (354 KM)/6000–6500             |
| Maksymalny moment obrotowy/przy liczbie obrotów−1: | 480 Nm                                               | 320 Nm/1500–3800 do 04/2012: 320 Nm/1500–3900 | 350 Nm/1500–4200                                                                                      | 350 Nm/1500–4500            | 330 Nm/3000–5000             | 400 Nm/2500–4780             | 470 Nm/4000–4500                      |
| Rodzaj napędu, standardowo:                        | Napęd na 4 koła quattro                              | Napęd na 4 koła quattro                       | Napęd na 4 koła quattro                                                                               | Napęd na 4 koła quattro     | Napęd na 4 koła quattro      | Napęd na 4 koła quattro      | Napęd na 4 koła quattro               |
| Skrzynia biegów, standardowo:                      | 8-biegowa tiptronic                                  | 6-biegowa manualna                            | 6-biegowa manualna                                                                                    | 6-biegowa manualna          | 7-biegowa S tronic           | 8-biegowa tiptronic          | 8-biegowa tiptronic                   |
| Skrzynia biegów, opcjonalnie:                      | –                                                    | –                                             | 7-biegowa S tronic/ 8-biegowa tiptronic do 10/2011 7-biegowa S tronic, od 11/2011 8-biegowa tiptronic | 8-biegowa tiptronic         | –                            | –                            | –                                     |
| Masa własna pojazdu:                               | 1985 kg                                              | 1795 kg                                       | 1795–1830 kg                                                                                          | 1795–1830 kg                | 1880 kg                      | 1915 kg                      | 1905 kg                               |
| Maksymalna ładowność:                              | 580 kg                                               | 610 kg                                        | 610 kg                                                                                                | 575–610 kg                  | 610 kg                       | 610 kg                       | 750 kg                                |
| Maksymalna masa przyczepy:                         | 2000 kg                                              | 2000 kg                                       | 2000 kg                                                                                               | 2000 kg                     | 2000 kg                      | 2400 kg                      | 2515 kg                               |
| Przyspieszenie od 0 do 100 km/h:                   | 7,1 s                                                | 8,5 s                                         | 7,2–7,6 s                                                                                             | 7,1–7,4 s                   | 6,9 s                        | 5,9 s                        | 5,4 s                                 |
| Prędkość maksymalna:                               | 225 km/h                                             | 210 km/h                                      | 222 km/h                                                                                              | 222 km/h                    | 234 km/h                     | 234 km/h                     | 250 km/h (ograniczona elektronicznie) |
| Spalanie na 100 km w cyklu mieszanym:              | 6,9 l E95                                            | 7,5–8,1 l E95                                 | 8,1–8,6 l E95                                                                                         | 7,5–7,9 l E95               | 9,3 l E95                    | 8,5 l E95                    | 8,7 l E95                             |
| Emisja CO2 w cyklu mieszanym:                      | 159 g/km                                             | 174–188 g/km                                  | 188–199 g/km                                                                                          | 174–184 g/km                | 218 g/km                     | 199 g/km                     | 207 g/km                              |
| Norma emisji spalin w klasyfikacji UE:             | Euro 5                                               | Euro 6                                        | Euro 5                                                                                                | Euro 6 do 04/2013: Euro 5   | Euro 5                       | Euro 5                       | –                                     |

|                                                    | 2.0 TDI                                            | 2.0 TDI                                            | 2.0 TDI                                            | 2.0 TDI                                            | 2.0 TDI                                            | 2.0 TDI                                            | 3.0 TDI                                             | 3.0 TDI                                             | 3.0 TDI                                             | SQ5 TDI                                             |
| -------------------------------------------------- | -------------------------------------------------- | -------------------------------------------------- | -------------------------------------------------- | -------------------------------------------------- | -------------------------------------------------- | -------------------------------------------------- | --------------------------------------------------- | --------------------------------------------------- | --------------------------------------------------- | --------------------------------------------------- |
| Symbole wersji silnikowych:                        | CAGA                                               | CJCD                                               | CAHB, CGLA                                         | CAHA, CGLB                                         | CGLC                                               | CNHA                                               | CCWA                                                | CDUD                                                | CTBA                                                | CGQB                                                |
| Rodzaj napędu:                                     | Silnik wysokoprężny                                | Silnik wysokoprężny                                | Silnik wysokoprężny                                | Silnik wysokoprężny                                | Silnik wysokoprężny                                | Silnik wysokoprężny                                | Silnik wysokoprężny                                 | Silnik wysokoprężny                                 | Silnik wysokoprężny                                 | Silnik wysokoprężny                                 |
| Rodzaj silnika:                                    | Rzędowy, wtrysk Common Rail, filtr cząstek stałych | Rzędowy, wtrysk Common Rail, filtr cząstek stałych | Rzędowy, wtrysk Common Rail, filtr cząstek stałych | Rzędowy, wtrysk Common Rail, filtr cząstek stałych | Rzędowy, wtrysk Common Rail, filtr cząstek stałych | Rzędowy, wtrysk Common Rail, filtr cząstek stałych | Widlasty, wtrysk Common Rail, filtr cząstek stałych | Widlasty, wtrysk Common Rail, filtr cząstek stałych | Widlasty, wtrysk Common Rail, filtr cząstek stałych | Widlasty, wtrysk Common Rail, filtr cząstek stałych |
| Doładowanie silnika:                               | Turbosprężarka                                     | Turbosprężarka                                     | Turbosprężarka                                     | Turbosprężarka                                     | Turbosprężarka                                     | Turbosprężarka                                     | Turbosprężarka                                      | Turbosprężarka                                      | Turbosprężarka                                      | Sprężarka biturbo                                   |
| Cylindry/zawory:                                   | 4/16                                               | 4/16                                               | 4/16                                               | 4/16                                               | 4/16                                               | 4/16                                               | 6/24                                                | 6/24                                                | 6/24                                                | 6/24                                                |
| Pojemność silnika:                                 | 1968 cm³                                           | 1968 cm³                                           | 1968 cm³                                           | 1968 cm³                                           | 1968 cm³                                           | 1968 cm³                                           | 2967 cm³                                            | 2967 cm³                                            | 2967 cm³                                            | 2967 cm³                                            |
| Moc maksymalna/przy liczbie obrotów−1:             | 105 kW (143 KM)/ 4200                              | 110 kW (150 KM)/ 3250–4200                         | 120 kW (163 KM)/ 3000–4200                         | 125 kW (170 KM)/ 4200                              | 130 kW (177 KM)/ 4200                              | 140 kW (190 KM)/ 3800–4200                         | 176 kW (240 KM)/ 4000–4400                          | 180 kW (245 KM)/ 4000–4500                          | 190 kW (258 KM)/ 4000–4500                          | 230 kW (313 KM)/ 3900–4500                          |
| Maksymalny moment obrotowy/przy liczbie obrotów−1: | 320 Nm/ 1750–2500                                  | 320 Nm/ 1500–3250 do 04/2014: 320 Nm/1750–2500     | 400 Nm/ 1750–2750                                  | 350 Nm/ 1750–2500                                  | 380 Nm/ 1750–2500                                  | 400 Nm/ 1750–3000                                  | 500 Nm/ 1500–3000                                   | 580 Nm/ 1750–2750                                   | 580 Nm/ 1750–2500                                   | 650 Nm/ 1450–2800                                   |
| Rodzaj nap, standardowo:                           | Napęd na przednią oś                               | Napęd na przednią oś                               | Napęd na 4 koła quattro                            | Napęd na 4 koła quattro                            | Napęd na 4 koła quattro                            | Napęd na 4 koła quattro                            | Napęd na 4 koła quattro                             | Napęd na 4 koła quattro                             | Napęd na 4 koła quattro                             | Napęd na 4 koła quattro                             |
| Rodzaj napędu, opcjonalnie:                        | Napęd na 4 koła quattro                            | Napęd na 4 koła quattro                            | –                                                  | –                                                  | –                                                  | –                                                  | –                                                   | –                                                   | –                                                   | –                                                   |
| Skrzynia biegów, standardowo:                      | 6-biegowa manualna                                 | 6-biegowa manualna                                 | 7-biegowa S tronic                                 | 6-biegowa manualna                                 | 6-biegowa manualna                                 | 6-biegowa manualna                                 | 7-biegowa S tronic                                  | 7-biegowa S tronic                                  | 7-biegowa S tronic                                  | 8-biegowa tiptronic                                 |
| Skrzynia biegów, opcjonalnie:                      | –                                                  | –                                                  | –                                                  | 7-biegowa S tronic                                 | 7-biegowa S tronic                                 | 7-biegowa S tronic                                 | –                                                   | –                                                   | –                                                   | –                                                   |
| Masa własna pojazdu:                               | 1755–1820 kg                                       | 1755–1885 kg                                       | 1925 kg                                            | 1830–1895 kg                                       | 1830–1895 kg                                       | 1890–1925 kg                                       | 1955 kg                                             | 1935 kg                                             | 1955 kg                                             | 1995 kg                                             |
| Maksymalna ładowność:                              | 580–620 kg                                         | 580–610 kg                                         | 610 kg                                             | 610 kg                                             | 610 kg                                             | 610 kg                                             | 610 kg                                              | 630 kg                                              | 610 kg                                              | 610 kg                                              |
| Maksymalna masa przyczepy:                         | 1700–1800 kg                                       | 1700–1800 kg                                       | 2000 kg                                            | 1800–2000 kg                                       | 2000 kg                                            | 2000 kg                                            | 2000 kg                                             | 2400 kg                                             | 2400 kg                                             | 2400 kg                                             |
| Przyspieszenie od 0 do 100 km/h:                   | 10,8–11,4 s                                        | 10,8–10,9 s                                        | 9,7 s                                              | 9,9 s                                              | 9,0–9,3 s                                          | 8,4 s                                              | 6,5 s                                               | 6,5 s                                               | 6,2 s                                               | 5,1 s                                               |
| Prędkość maksymalna:                               | 190–192 km/h                                       | 190–192 km/h                                       | 196 km/h                                           | 200–204 km/h                                       | 200–204 km/h                                       | 210 km/h                                           | 225 km/h                                            | 225 km/h                                            | 230 km/h                                            | 250 km/h (ograniczona elektronicznie)               |
| Spalanie na 100 km w cyklu mieszanym:              | 5,3–6,2 l ON                                       | 4,9–5,9 l ON                                       | 5,7 l ON                                           | 6,0 l ON                                           | 5,7 l ON                                           | 7,5 l ON                                           | 6,4 l ON                                            | 6,3 l ON                                            | 6,8 l ON                                            |                                                     |
| Emisja CO2 w cyklu mieszanym:                      | 139–162 g/km                                       | 129–154 g/km                                       | 149 g/km                                           | 163–184 g/km                                       | 157–159 g/km                                       | 149 g/km                                           | 199 g/km                                            | 169 g/km                                            | 164 g/km                                            | 179 g/km                                            |
| Norma emisji spalin w klasyfikacji UE:             | Euro 5                                             | Euro 6 do 04/2014: Euro 5                          | Euro 6                                             | Euro 5                                             | Euro 5                                             | Euro 6                                             | Euro 5                                              | Euro 5                                              | Euro 6                                              | Euro 5                                              |

## Druga generacja

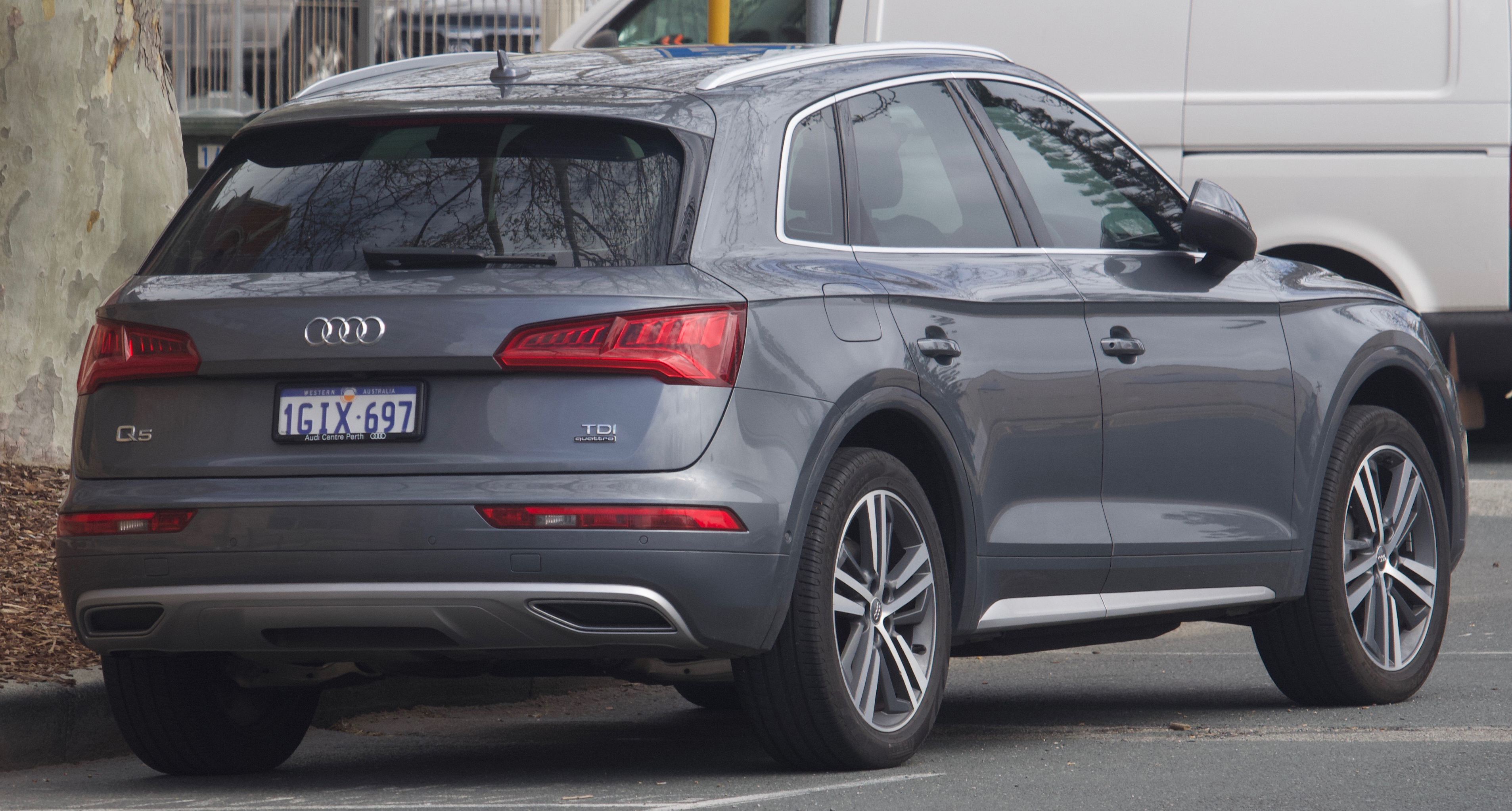
Audi Q5 II (FY) – tył

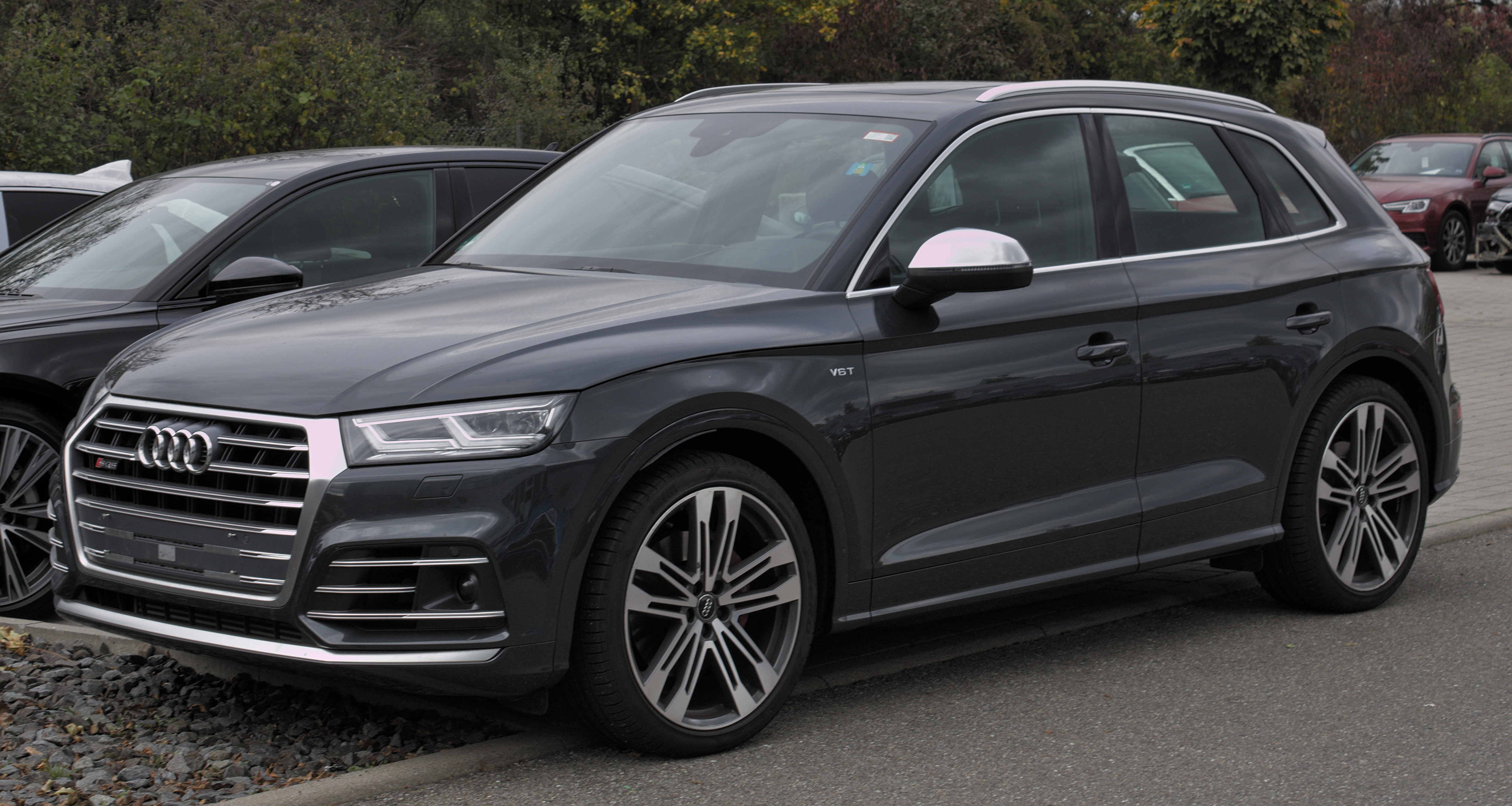
Audi SQ5 II (FY)

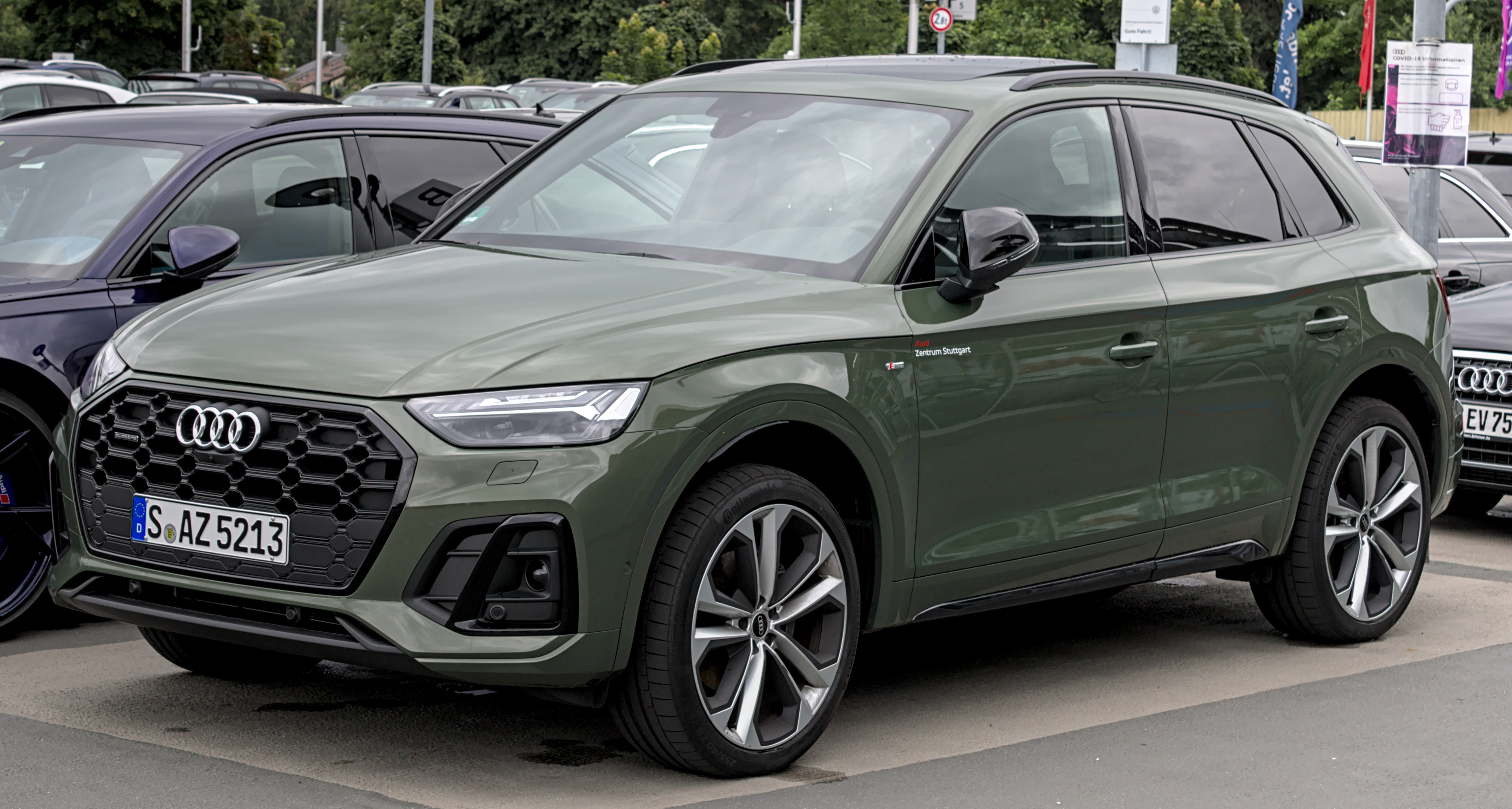
Audi Q5 II po liftingu

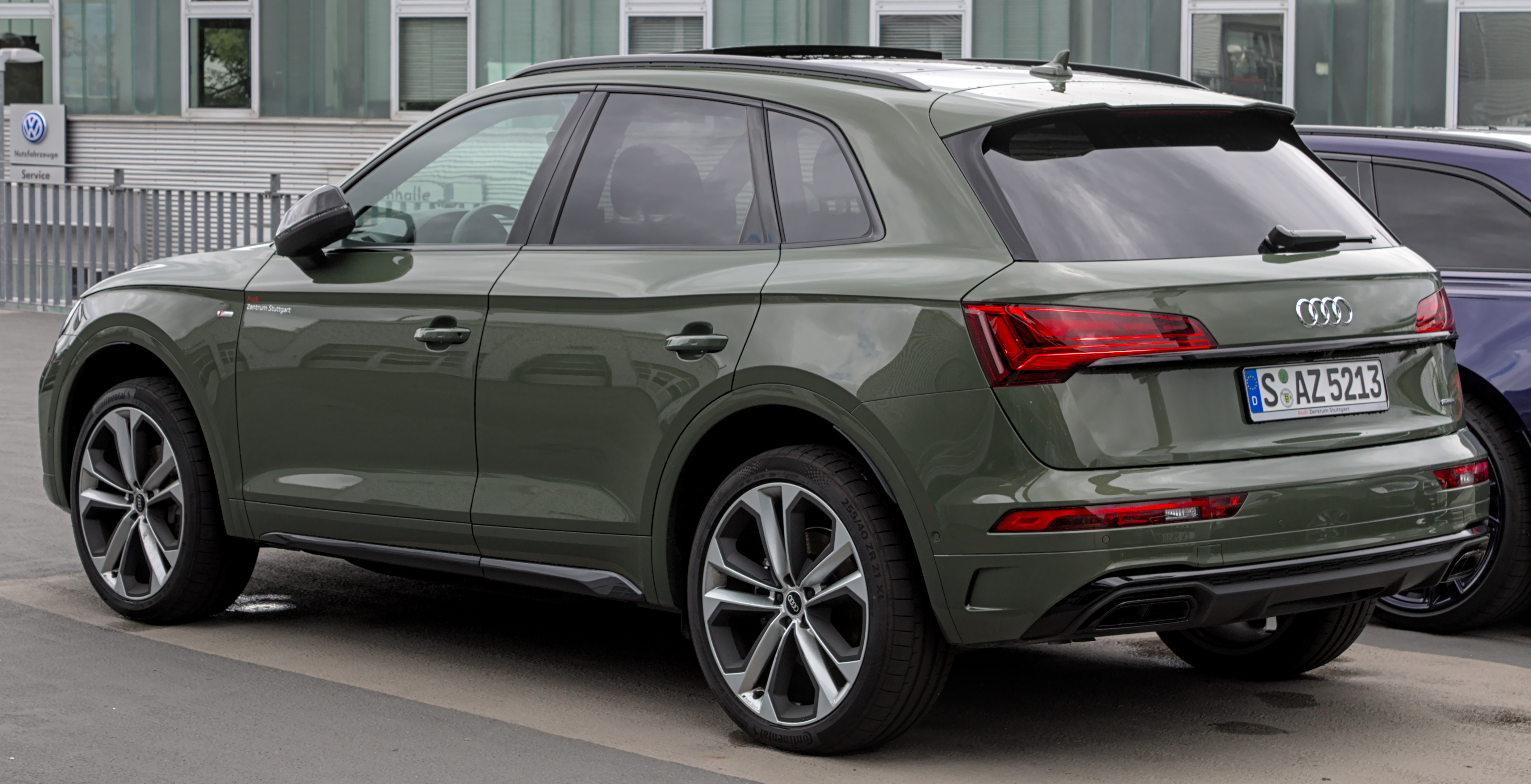
Audi Q5 II – tył po liftingu

Audi Q5 II zostało zaprezentowane po raz pierwszy pod koniec 2016 roku.
Pierwsze oficjalne fotografie drugiej generacji Q5 zostały opublikowane pod koniec września 2016 roku, a światowa premiera nowej odsłony SUV-a klasy średniej miała miejsce na Paris Motor Show w październiku tego samego roku. Samochód, w porównaniu do poprzednika, zyskał podobne proporcje nadwozia i przeszedł zarazem gruntowne zmiany pod kątem stylistycznym. Przód wyróżniają podłużne reflektory, duży grill dominujący pas przedni, z kolei resztę nadwozia zdobią wyraźne przetłoczenia eksponujące nadkola, a także masywniejsze tylne lampy. Samochód jest do tego dłuższy i zarazem niższy od poprzednika.
Kokpit dostosowano do ówcześnie panującej estetyki Audi, która wyróżniała się odświeżonym projektem koła kierownicy, mniej masywnym i zabudowanym kokpitem oraz domontowanym ekranem dotykowym pozwalającym sterować systemem multimedialnym. Dzięki większemu rozstawowi osi, Q5 drugiej generacji ma większą przestrzeń w kabinie pasażerskiej, a także pojemniejszym bagażnikiem – zarówno ze złożonym, jak i niezłożonym drugim rzędem siedzeń.

### Q5L
W kwietniu 2018 roku przedstawiony został wariant zbudowany dla rynku chińskiego pod nazwą Audi Q5L. Produkowany lokalnie przez chińsko-niemieckie joint-venture FAW-Audi, wyróżnia się wydłużonym rozstawem osi i dłuższym nadwoziem, co przekłada się na przestronniejszy przedział pasażerski w drugim rzędzie siedzeń.

### Lifting
W czerwcu 2020 roku zaprezentowany został model po obszernej modernizacji nadwozia, kabiny pasażerskiej i podzespołów technicznych. Podobnie jak w przypadku innych modeli Audi odświeżonych w tym czasie, Q5 otrzymało nowe wkłady LED w reflektorach, inny kształt niżej osadzonej atrapy chłodnicy, a także przemodelowane tylne lampy połączone chromowaną poprzeczką.
We wnętrzu pojawił się większy ekran dotykowy o przekątnej 10 cali służący do sterowania systemem multimedialnym nowszej generacji. Wprowadzono też nowe barwy lakieru oraz zmodernizowane jednostki napędowe.

### Silniki
Benzynowe:
- R4 2.0l TFSI
- R4 2.0l TFSI Hybrid
- V6 3.0l TFSI

Wysokoprężne:
- R4 2.0l TDI
- R4 2.0l MHEV TDI
- V6 3.0l TDI

### Q5 Sportback I

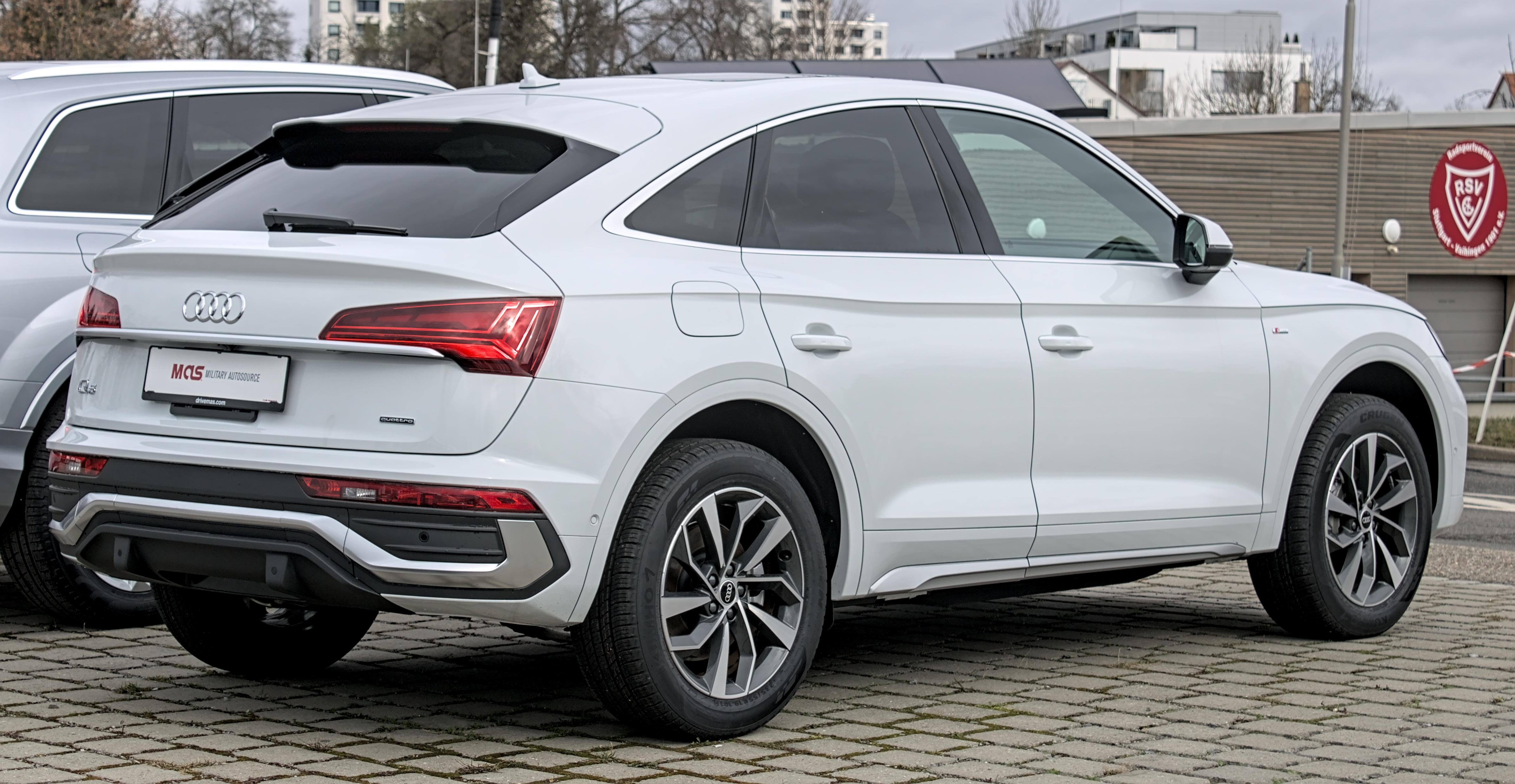
Audi Q5 Sportback I – tył

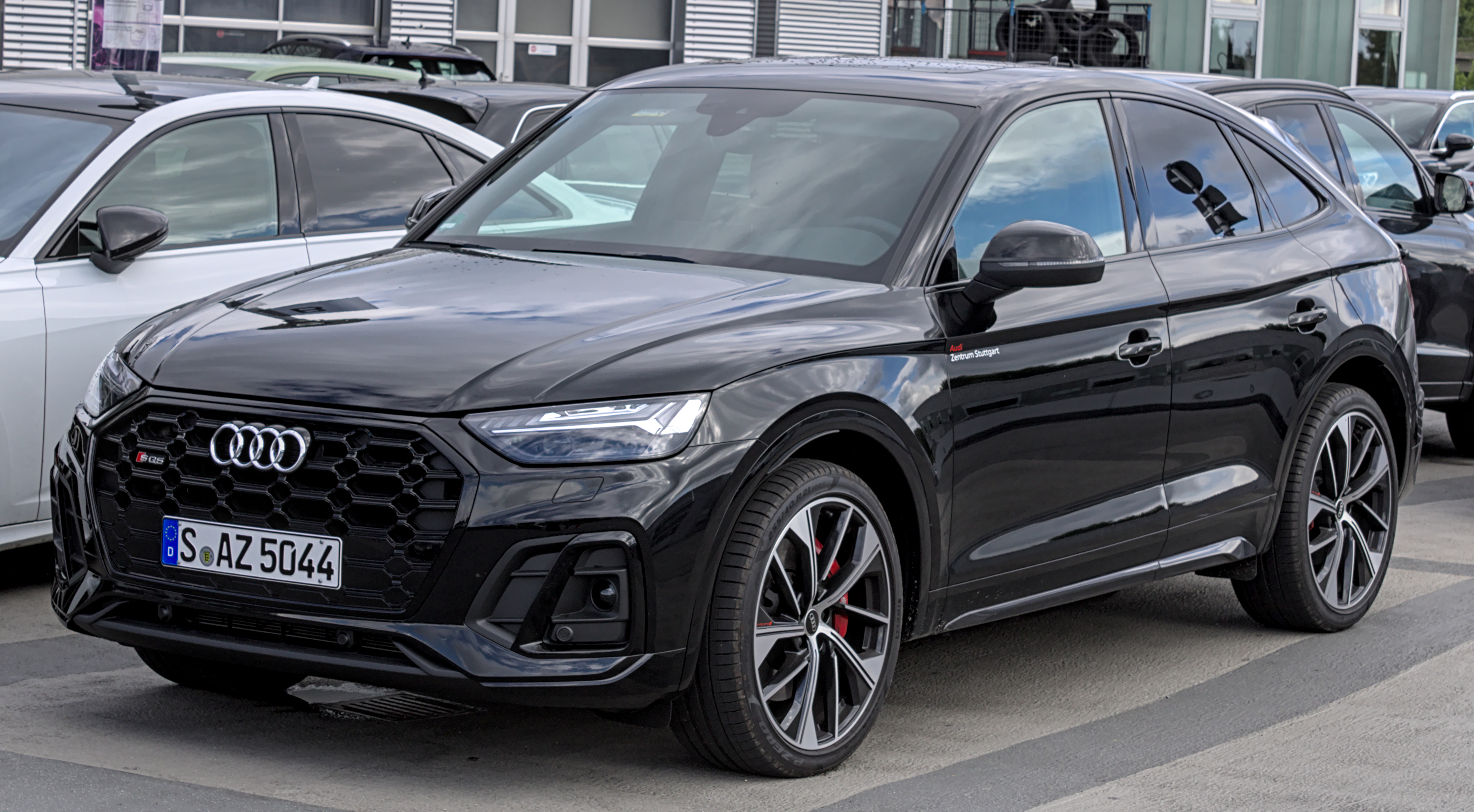
Audi SQ5 Sportback I

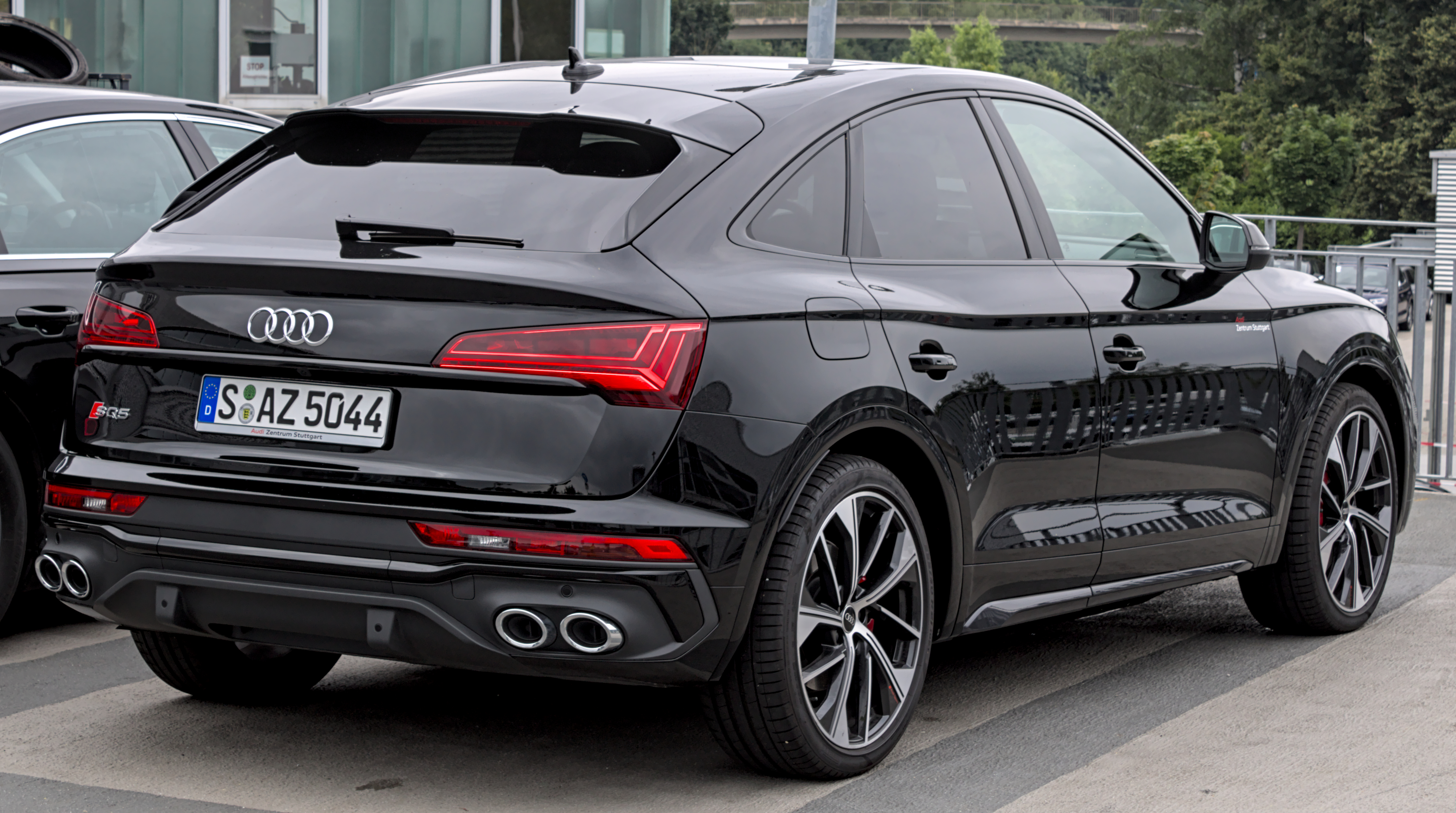
Audi SQ5 Sportback I – tył

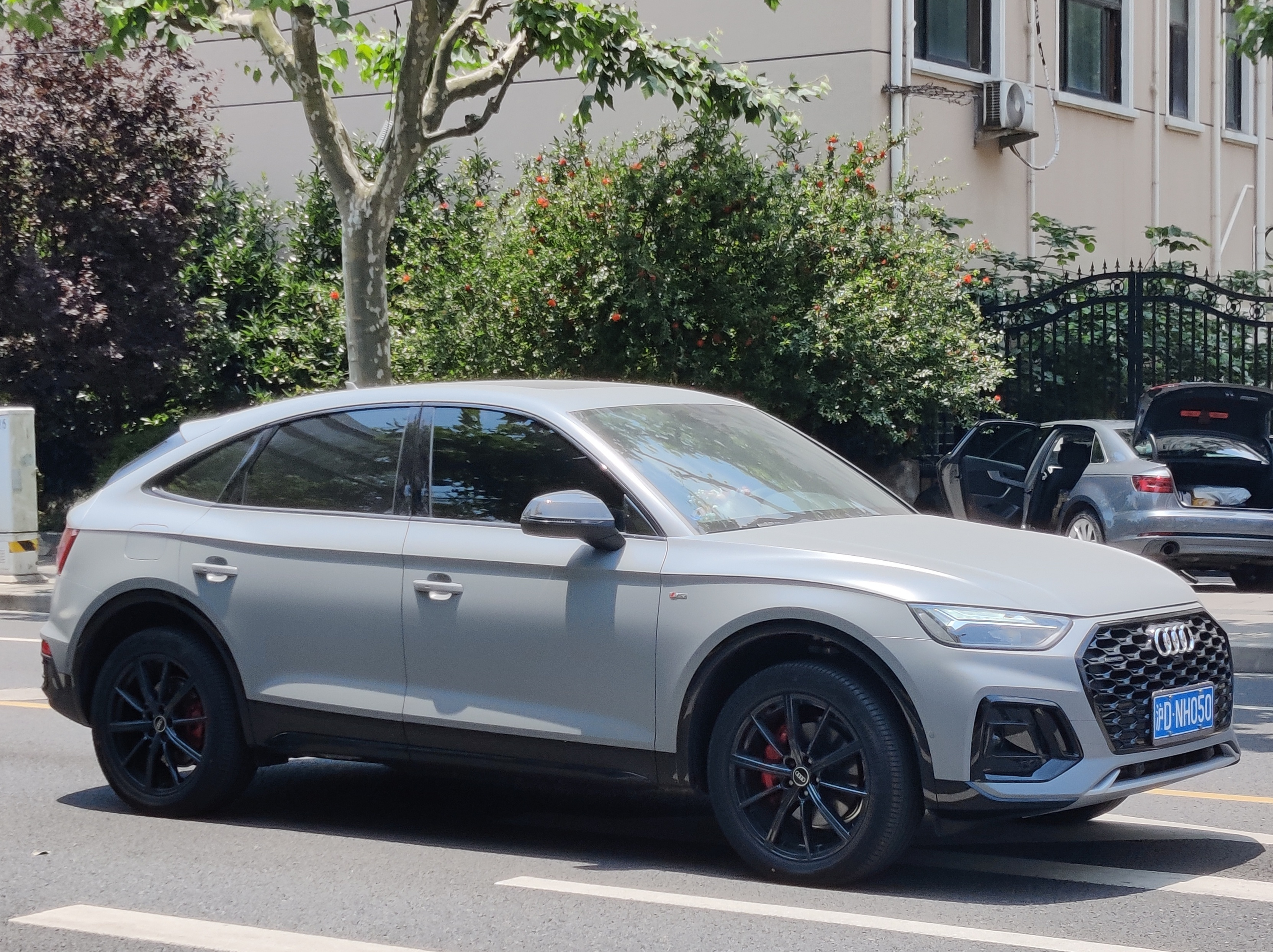
chińskie Audi Q5L Sportback I

Audi Q5 Sportback I zostało zaprezentowane po raz pierwszy w 2020 roku.
4 lata po rynkowym debiucie, wzorem mniejszego modelu Q3 gama nadwoziowa drugiej generacji Audi Q5 została poszerzona o bardziej sportowo stylizowane Q5 Sportback. Samochód zyskał niżej poprowadzoną linię dachu gwałtownie opadającą za pierwszym rzędem siedzeń w stylu samochodów typu SUV Coupe, stanowiąc równocześnie odpowiedź na konkurencyjne BMW X4 i Mercedesa-Benza GLC Coupe.
Pod kątem wizualnym, samochód jest identyczny wobec klasycznego Q5 po przeprowadzonej w międzyczasie restylizacji, dzieląc z nim wygląd przedniej części nadwozia i kabiny pasażerskiej, odróżniając się najbardziej ściętym dachem i umieszczoną pod kątem szybą bagażnika. Dedykowanym rozwiązaniem dla wariantu Sportback została z kolei regulowana tylna kanapa.

### Sprzedaż
Sprzedaż pojazdu na rynkach globalnych rozpoczęła się w drugim kwartale 2021 roku, podobnie jak w przypadku klasycznego Q5 odbywając się na rynkach globalnych. Dostawy pierwzych egemplarzy w Polsce odbyły się w czerwcu 2021 roku, pół roku po rozpoczęciu zbierania zamówień.
Podobnie jak klasyczny wariant, także i odmiana Sportback trafiła do produkcji także z myślą o rynku chińskim przez joint-venture FAW-Audi w lokalnych zakładach w Changchun. Wzorem odmiany z wyżej poprowadzoną linią dachu, samochód oferowany jest w Chinach pod nazwą Audi Q5L Sportback z racji dłuższego rozstawu osi, która przekłada się na większy przedział drugiego rzędu siedzeń i większe pod kątem wszystkich wymiarów nadwozie.

### Silniki
- R4 2.0l TFSI
- R4 2.0l TDI
- R4 2.0l MHEV TDI
- v6 3.0l TDI

## Trzecia generacja

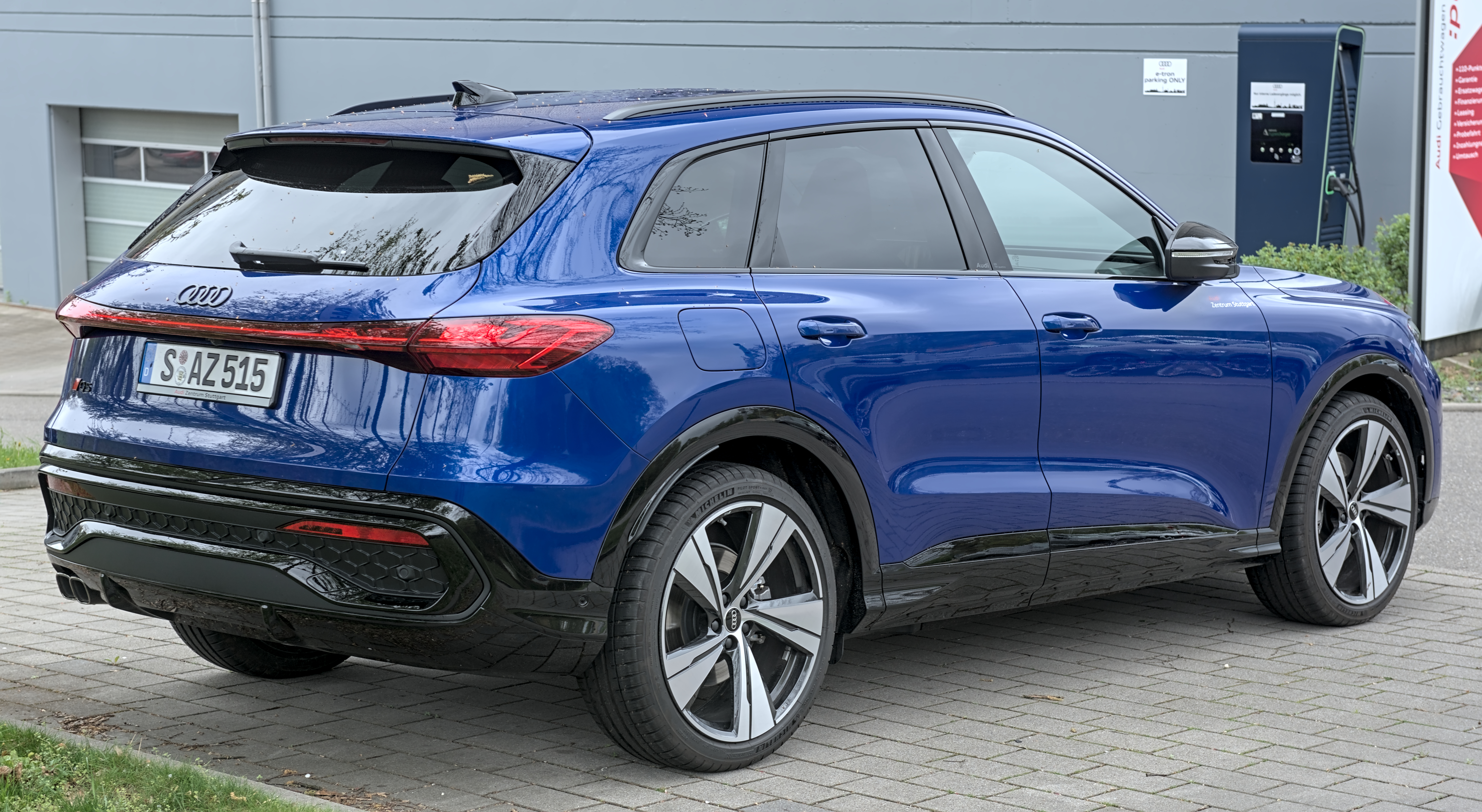
Audi Q5 III (GU) - tył

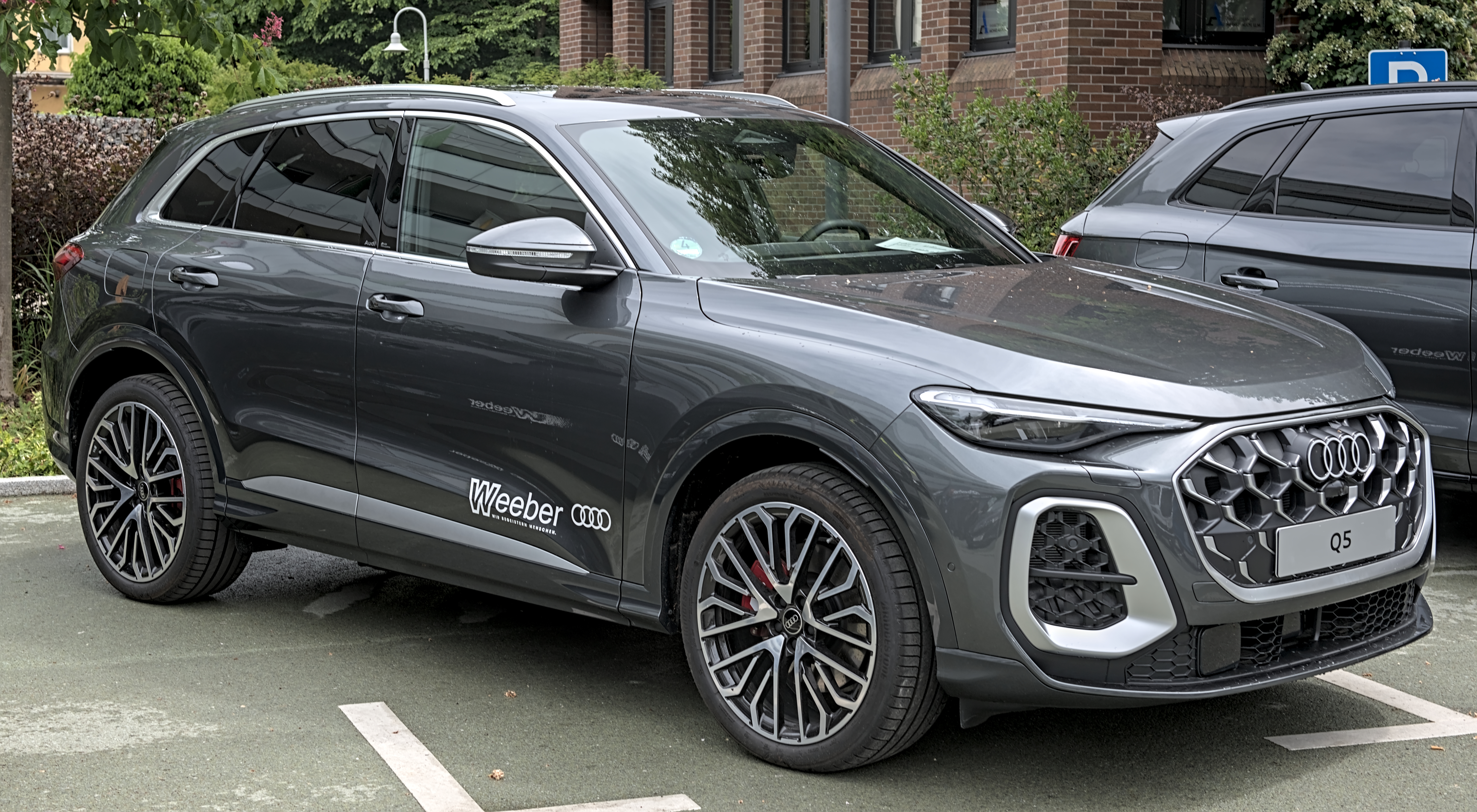
Audi SQ5 III (GU)

Audi Q5 III zostało zaprezentowane po raz pierwszy w 2024 roku.
Podobnie jak poprzednicy, trzecia generacja Q5 zastąpiła dotychczas produkowany model ponownie po 8 latach rynkowej obecności. Średniej wielkości SUV przeszedł ewolucyjny zakres zmian, opierając się o nową modułową platformę Premium Platform Combustion powstałą wyłącznie z myślą o spalinowych samochodach Volkswagen Group z jednostkami montowanymi wzdłużnie.
Samochód powstał jako element szerszej, kompleksowej modernizacji portfolio Audi prowadzonej w 2024 roku, reprezentując nurt stylistyczny tożsamy z takimi modelami jak A5 czy Q6 e-tron. W rezultacie, samochód zyskał bardziej muskularne i ostrzejsze linie, z wysoko osadzonymi reflektorami, szerszym niż dotychczas sześciokątnym wlotem powietrza, a także wyraźnie zarysowanymi nadkolami. Tylną część nadwozia zwieńczyły wąskie lampy połączone płynnie przechodzącą w nie listwą świetlną wyposażoną w system animacji za pomocą 266 segmentów świetlnych.
Kabina pasażerska została zdominowana przez zintegrowaną, zakrzywioną taflę szkła, pod którą znalazł się rozbudowanych ekran cyfrowych wskaźników o przekątnej 11,9 cala tuż obok 14,5 calowego dotykowego ekranu systemu multimedialnego. Przed pasażerem znalazł się dodatkowy, dotykowy ekran dla pasażera o przekątnej 10,9 cala, który jest niewidoczny dla kierowcy pod jego kątem patrzenia. Opcjonalnie samochód wyposażono w rozbudowany system nagłośnieniowy Bang&Olufsen, a także wyświetlacz przezierny czy oświetlenie ambientowe.
Do napędu trzeciej generacji Audi Q5 wykorzystane zostały trzy jednostki napędowe, z czego dwie pierwsze zyskały pojemność 2 litrów i moc 204 KM zarówno dla wariantu benzynowego, jak i wysokoprężnego. Topowe SQ5 wyposażono w 367-konne V6 o pojemności 3 litrów. Standardowo samochód wyposażono w napęd na przednie koła, a opcjonalnie umożliwono także wybór quattro.

### Sprzedaż
Podobnie jak poprzednik, tak i produkcją trzeciej generacji Audi Q5 z myślą o rynkach globalnych zajęły się meksykańskie zakłady w Puebla. Producent rozpoczął zbieranie zamówień tuż po debiucie, we wrześniu 2024 roku, z czego dostawy pierwszych egzemplarzy wyznaczone zostały na pierwszy kwartał 2025 roku.

### Silniki
Benzynowe:
- R4 2.0l TFSI 204 KM
- V6 3.0l TFSI 367 KM

Wysokoprężne:
- R4 2.0l TDI 204 KM

Hybrydowe:
- R4 e-hybrid 252 KM

### Q5 Sportback II

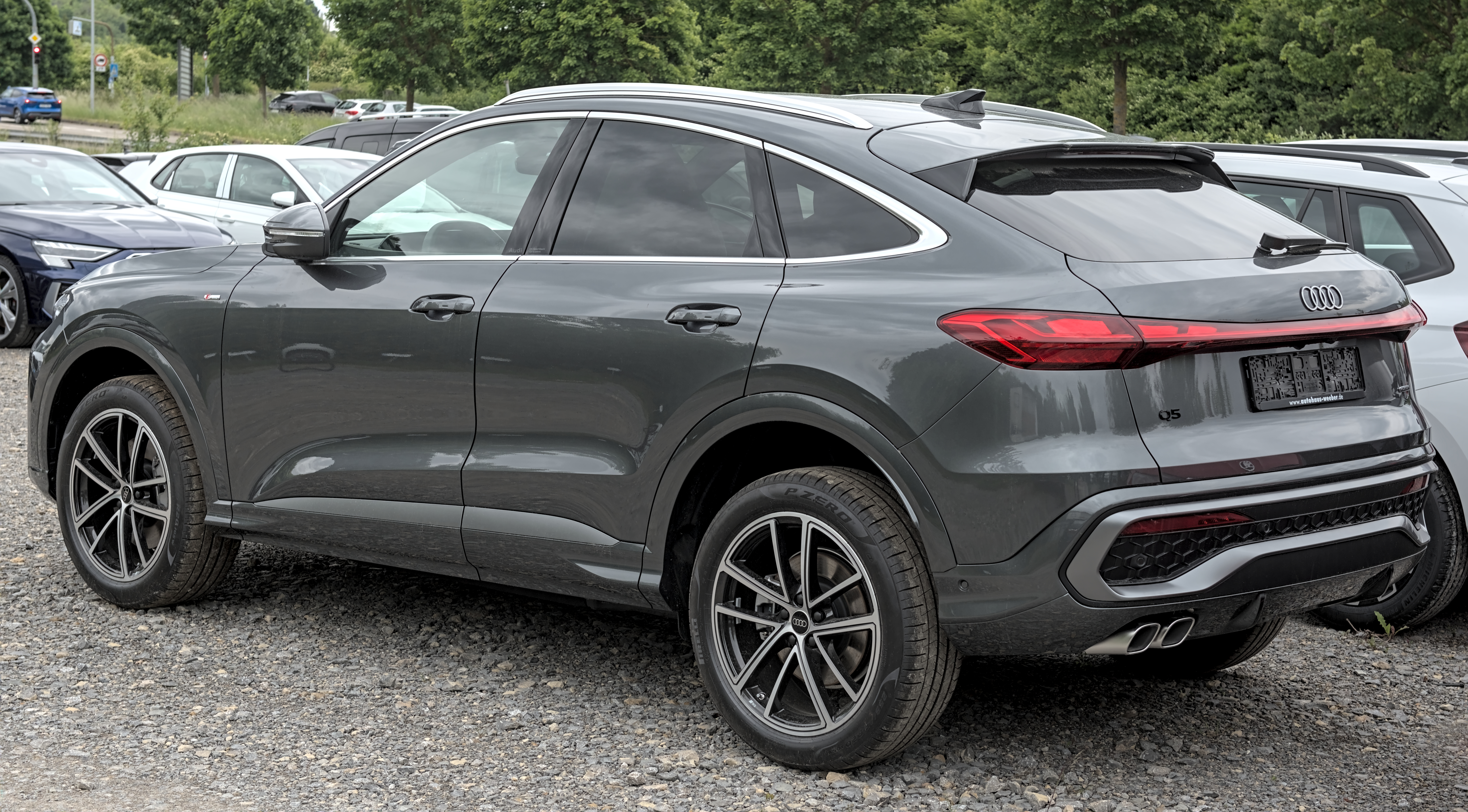
Audi Q5 Sportback II – tył

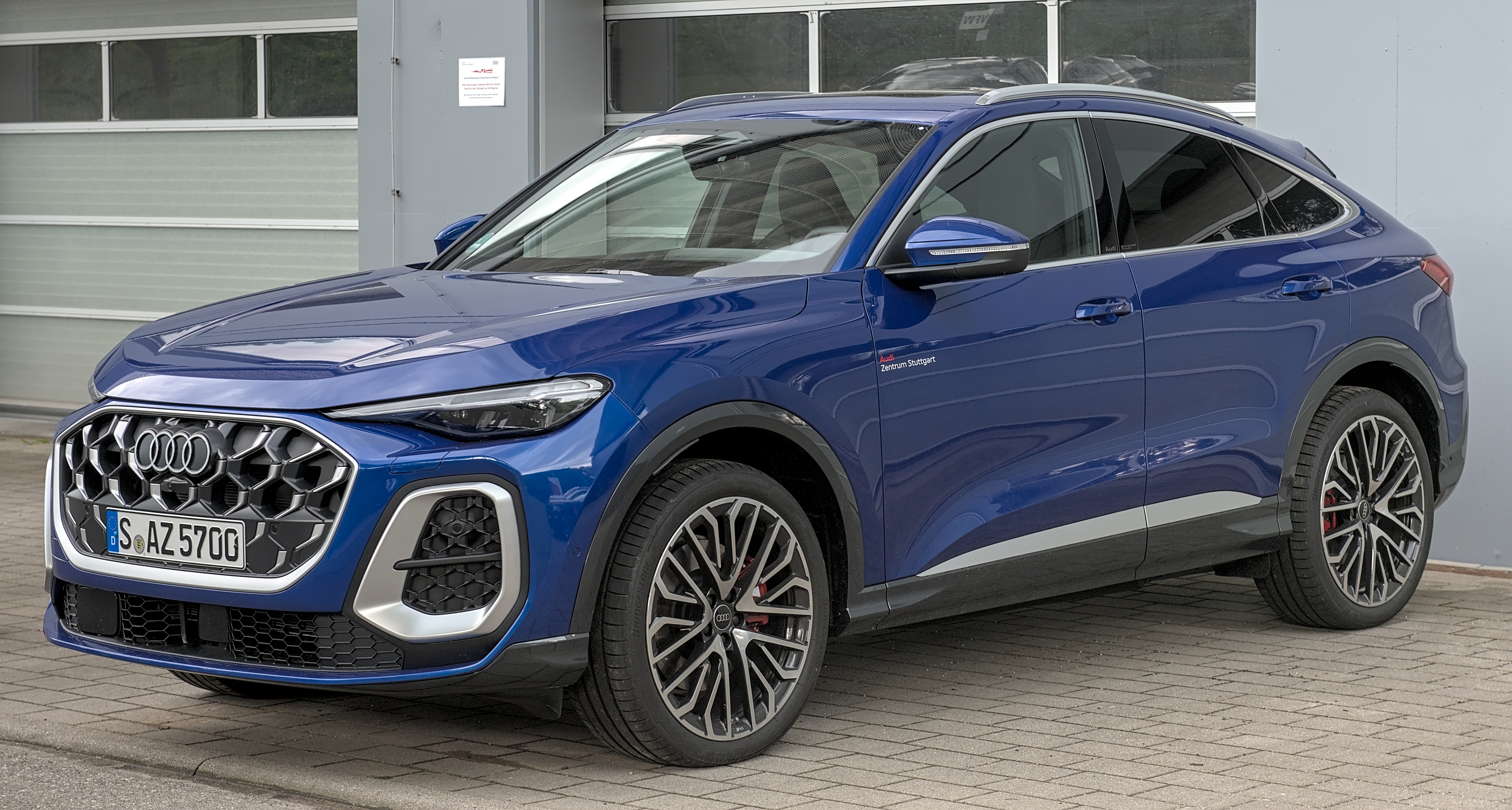
Audi SQ5 Sportback II

Audi Q5 Sportback II zostało zaprezentowane po raz pierwszy w listopadzie 2024 roku.
Druga generacja Q5 Sportback zadebiutowała tym razem o wiele szybciej, bo dwa miesiące później po premierze standardowego wariantu. Samochód został oparty na modułowej platformie Premium Platform Combustion. Pod kątem wizualnym samochód jest bardziej płaski w stosunku do klasycznego Q5. Jeśli chodzi o wymiary długość, szerokość i rozstaw osi pozostają bez zmian. 

### Silniki
- R4 2.0l TFSI 204 KM
- V6 3.0l TFSI 367 KM
- R4 2.0l TDI 204 KM
- R4 e-hybrid 252 KM